# 日本乳癌学会
一般社団法人日本乳癌学会（にほんにゅうがんがっかい、英称：Japanese Breast Cancer Society）は、乳癌に関する基礎的ならびに臨床的研究を推進し、社会に貢献するとともに、社員及び会員である医師等の乳癌の研究、教育及び診療の向上を図ることを目的に昭和42年に設立された学会。日本医学会分科会の一つであり、また日本学術会議の協力学術研究団体である。会員数は約9000名。学会事務局を東京都中央区日本橋3丁目8番16号ぶよおビル3階に置いている。

## 沿革
- 1964年 - 第一回学術集会が開催
- 1994年 - 機関誌「Breast Cancer誌」発刊
- 1997年 - 専門医制度発足
- 2007年 - 日本医学会加盟
- 2010年 - Breast Cancer誌がImpact Factor1.888を取得

## 代表者
現理事長：戸井雅和（京都大学大学院医学研究科・医学部 乳腺外科学教授）
前理事長： 井本滋（杏林大学医学部外科教授）

## 総会
- 年1回開催

## 専門医制度
- 乳腺指導医
- 乳腺専門医
- 乳腺認定医
- 乳腺外科専門医（機構認定）

## 機関誌
- 『Breast Cancer』

## 関連事項
- 胃癌／悪性腫瘍／腫瘍／癌腫／肉腫／良性腫瘍／発癌性
- 医学／歯学／薬学／看護学
- 腫瘍学
- ターミナルケア／緩和医療
- 医師／歯科医師／薬剤師／獣医師／看護師／臨床検査技師／診療検査技師／診療放射線技師／臨床工学技士／歯科衛生士
- 学会の一覧／研究会